# Conophyma berezhkovi
Conophyma berezhkovi är en insektsart som beskrevs av Bei-bienko 1948. Conophyma berezhkovi ingår i släktet Conophyma och familjen Dericorythidae. Inga underarter finns listade i Catalogue of Life.